# Communauté de communes des Grands Lacs du Morvan
La communauté de communes des Grands Lacs du Morvan est une ancienne communauté de communes française, située dans le département de la Nièvre et la région Bourgogne-Franche-Comté.
Elle fait également partie du Pays Nivernais-Morvan.

## Composition
Elle était composée des communes suivantes :
1. Alligny-en-Morvan
2. Chaumard
3. Gien-sur-Cure
4. Gouloux
5. Montsauche-les-Settons
6. Moux-en-Morvan
7. Ouroux-en-Morvan
8. Saint-Agnan
9. Saint-Brisson

## Historique
La communauté de communes des Grands Lacs du Morvan fut créée par arrêté préfectoral le 29 décembre 2003 pour une prise d'effet officielle au 1er janvier 2004.
Elle fusionne avec deux autres intercommunalités pour former la communauté de communes Morvan Sommets et Grands Lacs au 1er janvier 2017.
| Période     | Identité     | Qualité                                                          |
| ----------- | ------------ | ---------------------------------------------------------------- |
| 2003 ⇔ 2016 | Patrice Joly | Premier Adjoint d'Ouroux-en-Morvan, Président du conseil général |

### Sources
- Le SPLAF (Site sur la Population et les Limites Administratives de la France)
- La base ASPIC